# Vittorio Cini
Vittorio Cini, conte di Monselice (Ferrara, 20 febbraio 1885 – Venezia, 18 settembre 1977), è stato un politico e imprenditore italiano.
Gli era attribuito uno dei patrimoni italiani più cospicui dei suoi anni.

## Biografia

La casa di Vittorio Cini, a Venezia, in una foto di Paolo Monti del 1969.

Figlio di Giorgio Cini, un farmacista ferrarese, e di Eugenia Berti, ereditò dal padre alcune cave di trachite nel Veneto e alcuni terreni nel Ferrarese. Studiò economia e commercio in Svizzera, in Italia fu il primo a intraprendere importanti opere di bonifica (Pineta di Destra e Giussago) per strappare le terre all'erosione del mare. Compì lavori di canalizzazione e progettò una rete per la navigazione interna della Valle Padana.
Partecipò alla prima guerra mondiale, poi si dedicò a valorizzare la sua città d'adozione, Venezia, che volle non fosse più considerata unicamente un grande museo, ma anche un centro di nuovo benessere: fu così che gettò le basi per la costruzione del porto Marghera. Nel periodo tra le due guerre Cini fu, con il suo fraterno amico Giuseppe Volpi, uno dei principali esponenti del cosiddetto "gruppo veneziano", di cui fu la "mente finanziaria". Le sue attività industriali si svilupparono principalmente nei settore finanziario, siderurgico, elettrico, marittimo, turistico, assicurativo.
Gli venne affidata, più tardi, la gestione delle acciaierie Ilva, in pessime condizioni economiche. Dal 1936 al 1943 fu Commissario Generale dell'Esposizione Universale di Roma: E42. Venne insignito il 16 maggio 1940 del titolo di Conte di Monselice. Fece parte del consiglio di amministrazione della Sade dal 1924 al 1943.
Ministro delle comunicazioni nel febbraio 1943 (ultimo gabinetto Mussolini), lasciò la carica dopo sei mesi per profonde divergenze con il capo del governo. Dopo l'armistizio dell'8 settembre venne catturato dai tedeschi e internato a Dachau, da dove il figlio Giorgio (che aveva ricavato del denaro vendendo tutti i gioielli della madre, l'attrice Lyda Borelli) riuscì a farlo evadere, corrompendo i guardiani delle SS. Si ritrovò con Volpi in Svizzera e nel loro esilio strinsero amicizia con personaggi della futura Democrazia Cristiana.
Nel 1949 Giorgio Cini, suo unico figlio maschio, morì in un incidente di volo e, per alcuni anni, Vittorio Cini si ritirò completamente dagli affari e dalla politica, dedicando la sua vita a opere di filantropia. Domandò e ricevette in concessione dallo Stato un'intera isola, quella di San Giorgio, davanti alla riva di piazza San Marco. Dopo aver finanziato gli importanti lavori di restauro necessari, istituì la Fondazione Giorgio Cini, centro d'arte e di cultura, sede di istituti di preparazione professionale e di addestramento dei giovani alla vita sul mare. In seguito alla profonda crisi spirituale per la morte del figlio, si allontanò dalla Massoneria ferrarese, da lui a lungo frequentata, per avvicinarsi all'ordine dei Gesuiti.
Nel 1953, alla morte del presidente della società, Achille Gaggia, stretto e fedele collaboratore di Volpi e del "gruppo veneziano", assunse la presidenza della società elettrica, nazionalizzata nella sua branca idroelettrica formalmente nel dicembre 1962 e concretamente nel giugno 1963, e che mantenne fino all'incorporamento della Sade (Finanziaria/Gruppo) nella Montecatini, decisa nell'agosto 1964 e avvenuta nel 1966.
Fu presidente della SADE dal 1953 al 1964, quindi dal periodo della progettazione e costruzione della diga del Vajont e anche oltre il disastro del Vajont, e come tale fu chiamato a deporre in tre circostanze. Nella prima, il 5 giugno 1967, dal giudice istruttore di Belluno, Mario Fabbri, nel corso dell'istruttoria formale che si era aperta nel febbraio 1964. Una seconda volta, il 20 luglio 1968, dal sostituto procuratore della Repubblica di Venezia Ennio Fortuna, in occasione del procedimento penale apertosi a carico del suo dipendente Alberico Biadene e altri, con un esposto presentato dall'avvocato Alberto Scanferla al procuratore generale della Corte d'appello di Venezia per "truffa" concernente il passaggio dell'impianto del Vajont dalla Sade all'Enel. Un terzo interrogatorio avvenne il 14 maggio 1969 durante il dibattimento nel processo di primo grado all'Aquila. In sede processuale, gli venne riconosciuta l'assenza di ogni responsabilità per il suo compito di conduzione puramente finanziaria della SADE.
Dalla prima moglie, oltre all'erede Giorgio (1918-1949), ebbe anche tre figlie: Minna (1920-1987) e le gemelle Ylda (1924-2013), sposata a Giacinto Guglielmi, marchese di Vulci, e Yana (1924-1989), sposata a Fabrizio Alliata, 3º principe di Montereale. In seconde nozze, Vittorio sposò la marchesa Maria Cristina Dal Pozzo di Annone (1904-2002). Morì a Venezia il 18 settembre 1977 ed è sepolto nel cimitero monumentale della Certosa di Ferrara.

## Archivi
La documentazione d'archivio prodotta da Vittorio Cini nel corso della sua attività imprenditoriale è suddivisa tra i fondi:
- Istituto per la Ricostruzione Industriale (estremi cronologici: 1933-1954, con docc. dal 1922)[6] all'Archivio Centrale dello Stato di Roma
- Ilva Alti Forni e Acciaierie d'Italia (estremi cronologici: 1899-1959)[7] nella Fondazione Ansaldo (Gruppo Finmeccanica)[8] di Genova
- Società telefonica delle Tre Venezie - Telve (estremi cronologici: 1923-1971)[9] alla Fondazione TIM di Torino.[10]

Un'altra parte è depositata nell'Archivio privato di Vittorio Cini e di altri suoi familiari, del quale si sta procedendo a produrne una pubblicazione. Si sono inoltre svolti svariati virtual tour inerenti alla sua vita. Dal 2017 si è inoltre avviato un progetto pilota riguardante le opere artistiche ferraresi del periodo rinascimentale appartenute a Cini, comprendenti sia quelle ereditate che quelle collezionate durante la sua vita. Curatore di questo Archivio è il nipote Giovanni Alliata di Montereale.

## Cini e l'arte

### La Galleria a Palazzo Cini (Venezia)
La Galleria a Palazzo Cini istituita a Venezia nel 1984, raccoglie parte della collezione d’arte antica appartenuta a Vittorio Cini: il primo piano testimonia il suo colto collezionismo mentre il secondo ospita esposizioni ed eventi culturali. Il museo è frutto del dono di Yana Cini Alliata di Montereale: questa donò nel 1981 alla Fondazione una parte delle raccolte del padre e alcune sale del palazzo Grimani, acquistato da Cini insieme all'attiguo palazzo Foscari tra 1919 e 1920. Nelle varie donazioni, vi sono dipinti toscani che partono dal XIII sino al XVI secolo, sculture, oggetti d’arte (tra i quali, di rilievo, vi è il nucleo di rami smaltati rinascimentali, il gruppo di avori gotici e il servizio di porcellane Cozzi, allestito nel salotto neorococò progettato da Tomaso Buzzi). Nel 1989, si aggiunse la straordinaria raccolta di dipinti ferraresi del Rinascimento, grazie al dono di Ylda Cini Guglielmi di Vulci, ai quali gli eredi nel 2015 aggiunsero alla Galleria un ulteriore gruppo di opere d’arte e di arredi, provenienti dalla collezione originaria di Vittorio Cini.

### Casa Cini(Ferrara)
Acquistata dall'avo Luigi, Vittorio, che lì nacque, la donò poi a Ferrara.
La casa è anche legata ad episodi riguardanti il Ventennio, in quanto sede di riunioni che avrebbero appoggiato la caduta di Mussolini. A seguito della morte del figlio Giorgio, Vittorio decise nel 1950 di donare la casa natale ad un'opera di beneficenza per onorare la memoria del figlio Giorgio, destinandola alla Provincia Romana della Compagnia di Gesù (grazie anche all'interessamento degli allora arcivescovo Ruggero Bovelli e del rettore dell'Università prof. Felice Gioelli) con lo scopo di farne un centro di formazione giovanile nonché culturale, come recita l'epigrafe posta sulla facciata:
Casa Cini è ora sede di eventi culturali ed esposizioni a carattere artistico.

### Donazioni
Inoltre, a Ferrara Vittorio Cini donò il palazzo di Renata di Francia al Gesuiti, da cui in seguito fu acquistato dall'Università di Ferrara.

### Bottega Cini(Venezia)
Un nuovo Concept store che diviene punto di dialogo tra artisti di varie estrazioni, culture ed aziende non solo veneziane e che include diverse realtà imprenditoriali e non, del panorama collegato alla Famiglia Cini.

## Retrospettive e successivi eventi postumi
- Mostra-omaggio Vittorio Cini. L'ultimo Doge, Ferrara, Palazzo Bonacossi, 13/11/2022-26/2/2023, a cura di Marco Di Capua.[16][17]

Svariati eventi di carattere culturale sono stati promossi almeno dal 1997 ad oggi, in memoria di Vittorio Cini e della sua famiglia.

## Nei media

### Fumetti
- Vajont: storia di una diga, Francesco Niccolini (sceneggiatura), Duccio Boscoli (disegni), Padova, BeccoGiallo, 2018, ISBN 9788833140421, OCLC 1090201035.